# La quinta ola (película)
La quinta ola (en inglés: The 5th Wave) es una película estadounidense de ciencia ficción dirigida por J. Blakeson y escrita por Susannah Grant basada en la novela homónima publicada en 2013 y escrita por Rick Yancey. La película está protagonizada por Chloë Grace Moretz, Nick Robinson, Alex Roe, Maika Monroe y Liev Schreiber.
El desarrollo de La quinta ola comenzó en marzo de 2012, cuando Columbia Pictures recogió los derechos cinematográficos de la trilogía con la productora GK Films de Graham King, y Material Pictures de Tobey Maguire. El rodaje tuvo lugar en Atlanta (estado de Georgia) a partir de octubre de 2014 hasta enero de 2015. Se estrenó el 21 de enero de 2016 en Argentina y el 22 de enero de 2016 en Estados Unidos y España, y por último el 29 de enero en México.

## Resumen
La estudiante de secundaria de Ohio, Cassie Sullivan, armada con una carabina M4, emerge del bosque para asaltar una gasolinera abandonada. Al entrar, escucha una voz que pide ayuda. Ella encuentra a un hombre herido, quien le apunta con un arma. Luego, cada uno de los dos le pide al otro que baje su propia arma. Cuando él saca la otra mano de debajo de la chaqueta, ella confunde el brillo metálico de una cruz cristiana con el de una pistola, por lo que lo mata: la pantalla luego se vuelve negra y comienza su historia de fondo.
Una colosal nave extraterrestre está dando vueltas alrededor de la Tierra, guiada por una civilización extraterrestre conocida como "Los Otros". Diez días después, Los Otros desencadenan su Primera Ola, un pulso electromagnético que desactiva toda la energía eléctrica y las comunicaciones en todo el mundo, y apaga los motores de los vehículos en movimiento, incluidos los aviones en pleno vuelo. La segunda ola hace que los Otros manipulen la geología y las fallas del planeta, provocando terremotos y megatsunamis que destruyen ciudades e islas costeras, incluidas Hallandale Beach, Londres, Bangkok y la ciudad de Nueva York. En Ohio, el lago Erie se inunda, pero Cassie y su hermano Sam logran escapar trepando a un árbol. Para la tercera ola, los Otros modifican una cepa de influenza aviar y la propagan por todo el planeta a través de las aves. La población es diezmada, siendo la madre de Cassie una de las víctimas. En la cuarta ola, Los Otros poseen humanos comunes y comienzan a matar a otros humanos.
Cassie, Sam y su padre encuentran un campamento de verano en uso como refugio en el bosque con aproximadamente 300 sobrevivientes. Unos días después, una unidad del Ejército con vehículos de trabajo llega al campamento. El comandante de la unidad, el coronel Vosch, afirma que existe una amenaza inminente de una quinta ola y que llevarán a los jóvenes a un lugar seguro en la Base de la Fuerza Aérea Wright-Patterson, con la intención de traer los autobuses de regreso para recuperar a la gente. Cassie se separa de Sam y es testigo del ejército masacrando a todas las personas, incluido su padre. Cassie se dirige hacia la base, pero un francotirador le dispara en la pierna y se desmaya. Aproximadamente una semana después, se despierta en la granja de Evan Walker, quien la salvó. Cassie se va hacia la base con Evan, pero se entera de que él es un Otro, enviado hace años como agente durmiente, y que fusionó su conciencia en un huésped humano. Los durmientes deambulan por sus zonas designadas, matando a los sobrevivientes humanos. Evan admite que su humanidad se reactivó cuando la vio, no está de acuerdo con la invasión y la deja irse. Advierte que el coronel Vosch y los militares están poseídos por la conciencia de los Otros individuales.
En la base, los militares han usado el engaño y la tecnología para convencer a las personas rescatadas de que los humanos fuera de la base han sido poseídos. Brindan entrenamiento militar a los muchachos, formándolos en escuadrones para realizar misiones de asesinato fuera de la base. Sam ha sido colocado en un escuadrón dirigido por Ben, del que Cassie estaba enamorada, junto con Ringer, carácter duro, Dumbo, que sobrevivió a la segunda ola, y Teacup. Mientras está en una misión de matar, Ringer se quita su implante militar, lo que hace que se registre como un humano poseído por Otro en los visores del escuadrón. El escuadrón deduce el plan para que maten a humanos reales desposeídos, convirtiéndolos en la quinta ola. Ben envía a su escuadrón al bosque y regresa a la base, alegando que mataron a su escuadrón, con el propósito de recuperar a Sam, que se quedó atrás. Ben se enfrenta al coronel Vosch acerca de que los jóvenes guerreros son la quinta ola y Cassie mata al sargento Reznik durante su discurso de adoctrinamiento uno a uno. Ben y Cassie se encuentran y se van a buscar a Sam. Evan detona numerosas bombas y les aconseja que encuentren rápidamente a Sam antes de la destrucción de toda la instalación. El coronel Vosch y los militares supervivientes Otros evacuan con los jóvenes humanos en aviones militares. Cassie, Ben y Sam escapan con la ayuda de Ringer, justo cuando Evan completa la destrucción de la base. El escuadrón de Ben se reúne y Cassie reflexiona sobre la fuerza de la esperanza como la fuerza motriz de la humanidad para la supervivencia.

## Reparto
- Chloë Grace Moretz como Cassie Sullivan.[2]
- Nick Robinson como Ben Parish/Zombi.[3]
- Alex Roe como Evan Walker.[3]
- Maika Monroe como Hacha/Ringer.[4]
- Liev Schreiber como el Coronel Vosch.[5]
- Maria Bello como la Sargento Reznik.
- Zackary Arthur como Sammy Sullivan/Frijol.[6]
- Tony Revolori como Dumbo.[7]
- Ron Livingston como Oliver Sullivan.[8]
- Maggie Siff como Lisa Sullivan.[8]
- Talitha Bateman como Tacita.[4]
- Gabriela Lopez como Lizbeth.[4]

## Música
En abril de 2015, se anunció que Henry Jackman compondría la música para la película.
La canción que sale al final de la película es la popular canción escrita por Sia & Adele - Alive.

## Producción

### Desarrollo
En marzo de 2012, Columbia Pictures compró los derechos cinematográficos de la trilogía con Graham King y Tobey Maguire figurando como productores. El 15 de abril de 2014, se anunció oficialmente que Chloë Grace Moretz protagonizará la película como Cassie Sullivan, y que J Blakeson dirigirá a partir del guion de Susannah Grant. Nick Robinson y Alex Roe se unieron a la película como Ben Parish y Evan Walker. Liev Schreiber interpretará al villano en la película. El 11 de agosto Maika Monroe fue incluida al elenco como Ringer. Durante los siguientes meses, Zackary Arthur, Tony Revolori, Ron Livingston, Maggie Siff y Talitha Bateman se unieron a la película.

### Rodaje
El rodaje comenzó el 18 de octubre de 2014, en Atlanta (Georgia). Tres meses después, el 11 de enero, la planificada explosión de un autobús en el centro de Macon para la película salió mal cuando se extendió más amplio de lo previsto. La explosión rompió más de 40 ventanas en la Avenida Cotton, provocando el colapso de los techos, la destrucción de fachadas de tiendas, un edificio en llamas y hollín en los edificios de ladrillo. La productora se comprometió a cubrir todos los daños causados por el incidente de las 3:45 a. m., y el trabajo fue completado por el momento y la producción había terminado. La producción finalizó oficialmente el 17 de enero de 2015.

## Recepción
La película recibió opiniones desfavorables por parte de la crítica, principalmente se criticó por el guion y los efectos. También se criticaron bastante las actuaciones de Maika Monroe, Alex Roe y Liev Schreiber. Actualmente cuenta con una aprobación de 17% en Rotten Tomatoes basada en 118 reseñas, con una puntuación de 4.2/10. La página Metacritic le ha dado a la película una puntuación de 33 de 100, basada en 30 críticas, indicando "reseñas generalmente desfavorables". Las audiencias de CinemaScore le dieron al filme una puntuación de "B-" en una escala de A+ a F, mientras que en el sitio IMDb los usuarios le han dado una puntuación de 5.3/10, sobre la base de más de 23 000 votos.[cita requerida]